# أنيكا نيتو
أنيكا نيتو مواليد 27 ديسمبر 1972 في لواندا، هي لاعبة كرة يد أنغولية معتزلة لعبت كمحور. مثلت منتخب أنغولا لكرة اليد للسيدات. شاركت في دورة الألعاب الأولمبية الصيفية سنة 1996.

## سجل المنافسة
شاركت في البطولات التالية:
- الألعاب الأولمبية الصيفية 2004
- الألعاب الأولمبية الصيفية 2000
- الألعاب الأولمبية الصيفية 1996

## روابط خارجية
- أنيكا نيتو على موقع اللجنة الأولمبية الدولية (الإنجليزية)
- أنيكا نيتو على موقع أوليمبيديا (الإنجليزية)